# Palast der Republik
Palast der Republik ("Republikens palats") var en byggnad i Berlin (före detta Östberlin) som bland annat inhyste Östtysklands parlament Volkskammer. Palast der Republik byggdes 1973–1976 på platsen där Berlins stadsslott stod fram till 1950. Mellan 2006 och 2008 revs byggnaden.

## Uppförande
Resterna av Berlins stadsslott sprängdes 1950 med motiveringen att de utgjorde en symbol för "preussisk militarism". 1973 påbörjades på denna plats bygget av Palast der Republik efter ritningar av Heinz Graffunder. Efter 32 månaders byggtid invigdes byggnaden den 23 april 1976 
Palast der Republik byggdes som Östtysklands nya parlamentsbyggnad. Det fungerade även som kongresshall och kulturhus med bowlinghall, restauranger och kaféer. Palast der Republik kan ses mot bakgrund av flera liknande projekt kopplat till arbetarrörelsens vision om ett folkhem och som ett Folkets hus. I det tidiga Sovjetunionen var kulturhus symboler för den nya statsmakten. Förebilder fanns även i Kulturhuset vid Sergels torg i Stockholm och Centre Georges Pompidou i Paris, samt byggnader i Belgien och Nederländerna. I Tyskland uppfördes byggnader motsvarande Folkets hus av arbetarrörelsen fram till 1933. Efter andra världskriget kom idén om kulturhus att återupptas inom den östtyska arkitekturteorin.

## Användning
Palast der Republik hade stora foajéer och en stor sal för föreställningar. I och med att Östberlin i övrigt saknade denna typ av anläggningar blev huset en plats för stora evenemang. Här uppträdde östtyska och internationella artister som Udo Lindenberg, Harry Belafonte, Mireille Mathieu, Katja Ebstein och Miriam Makeba. Underhållningsprogrammet Ein Kessel Buntes spelades även återkommande in här.
Bland inrättningarna, som i Östtyskland prioriterades och hade förtur av leveranser, fanns även ett glasskafé, en mjölkbar och ett diskotek. I huset fanns även ett postkontor som var öppet alla dagar i veckan. Den vita ekebergsmarmor som utmärkte interiören importerades från Sverige.
Den lilla salen fungerade som det östtyska parlamentet Volkskammers plenisal. I huset ägde även SED:s partikongresser rum 1976, 1981 och 1986.

## Efter 1990
Efter Tysklands återförening blev Palast der Republik den tyska förbundsstatens egendom. Under 1990-talet konstaterades att byggnaden innehöll en stor mängd asbest, varpå en omfattande sanering genomfördes. På det tidiga 1990-talet fanns planer på att göra om byggnaden till kontor, konserthus eller köpcentrum. Förslag fanns även på att göra om byggnaden till ett museum över DDR-eran eller inhysa delar av den tyska statsapparaten. Av olika skäl förverkligades dock ingen av dessa planer och byggnaden förblev tom och, då byggnaden successivt hade förfallit sedan 1989, började det mot slutet av 1990-talet istället talas om rivning.
I november 2003 beslutade den tyska förbundsdagen slutligen att Palast der Republik skulle rivas. Att riva Palast der Republik var dock inte helt okontroversiellt och motdemonstrationer förekom. Rivningen inleddes i februari 2006 och var färdiga i slutet av 2008. År 2007 beslutades att en museibyggnad, som till det yttre är en kopia av Berlins stadsslott, skulle anläggas på platsen. Grundstenen lades den 12 juni 2013 och den 15 december 2020 invigdes den nya byggnaden, som har fått namnet Humboldt Forum.

## Bildgalleri

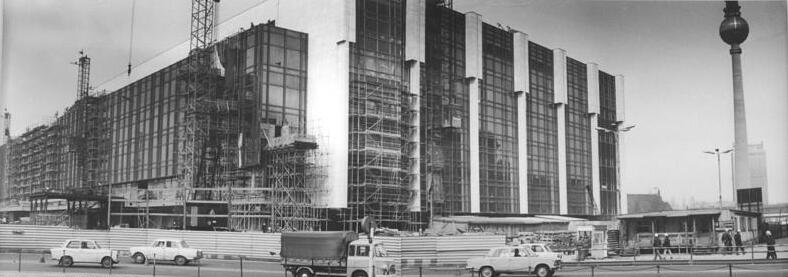
Under uppförande 1975.
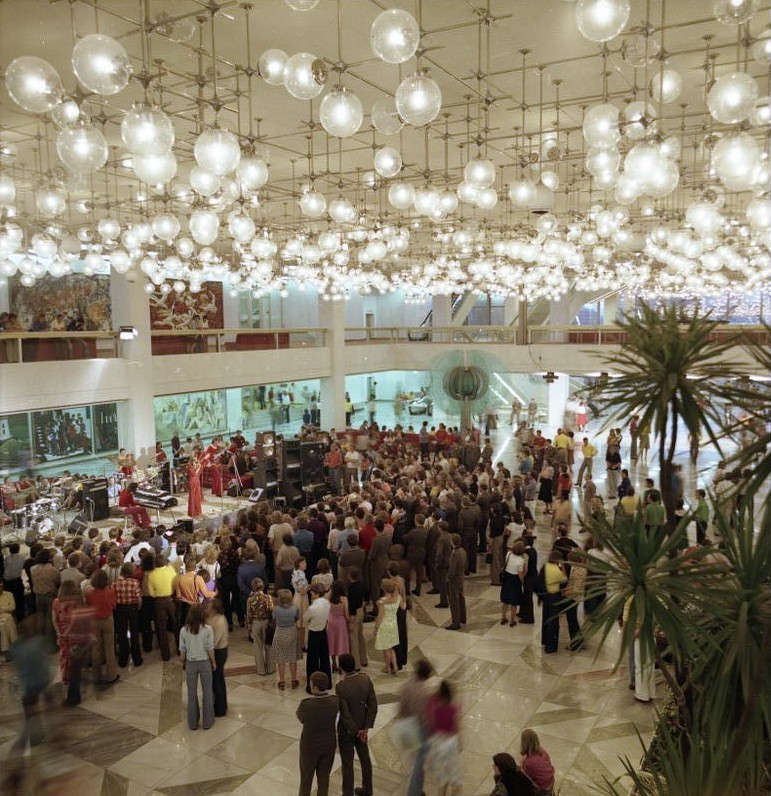
På grund av den särpräglade belysningen fick byggnaden hos befolkningen öknamnet Erichs Lampenladen ("Erichs lampaffär").
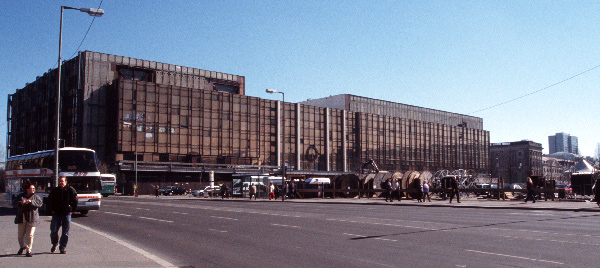
Palast der Republik 2003
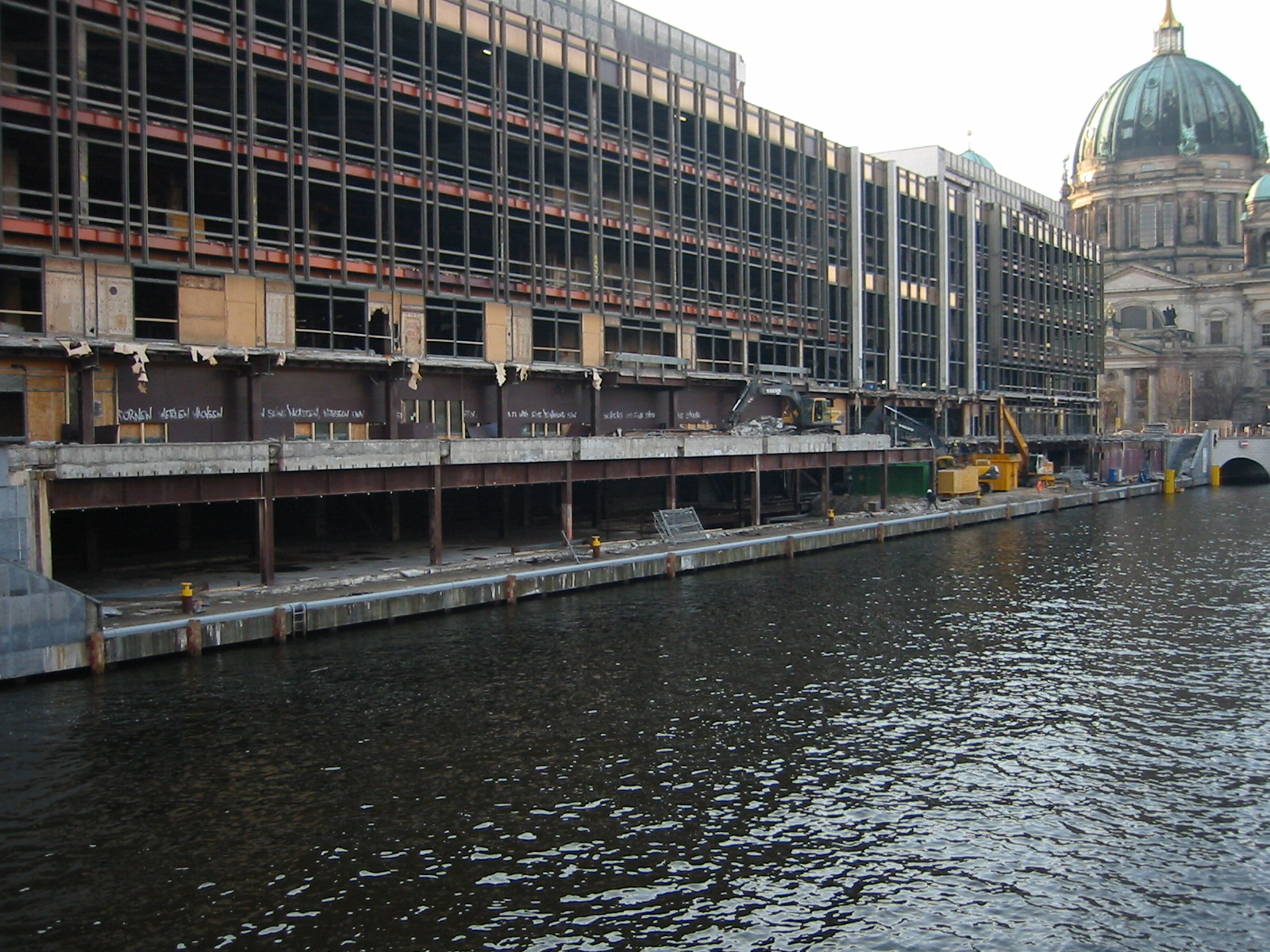
Rivningen av Palast der Republik 2006
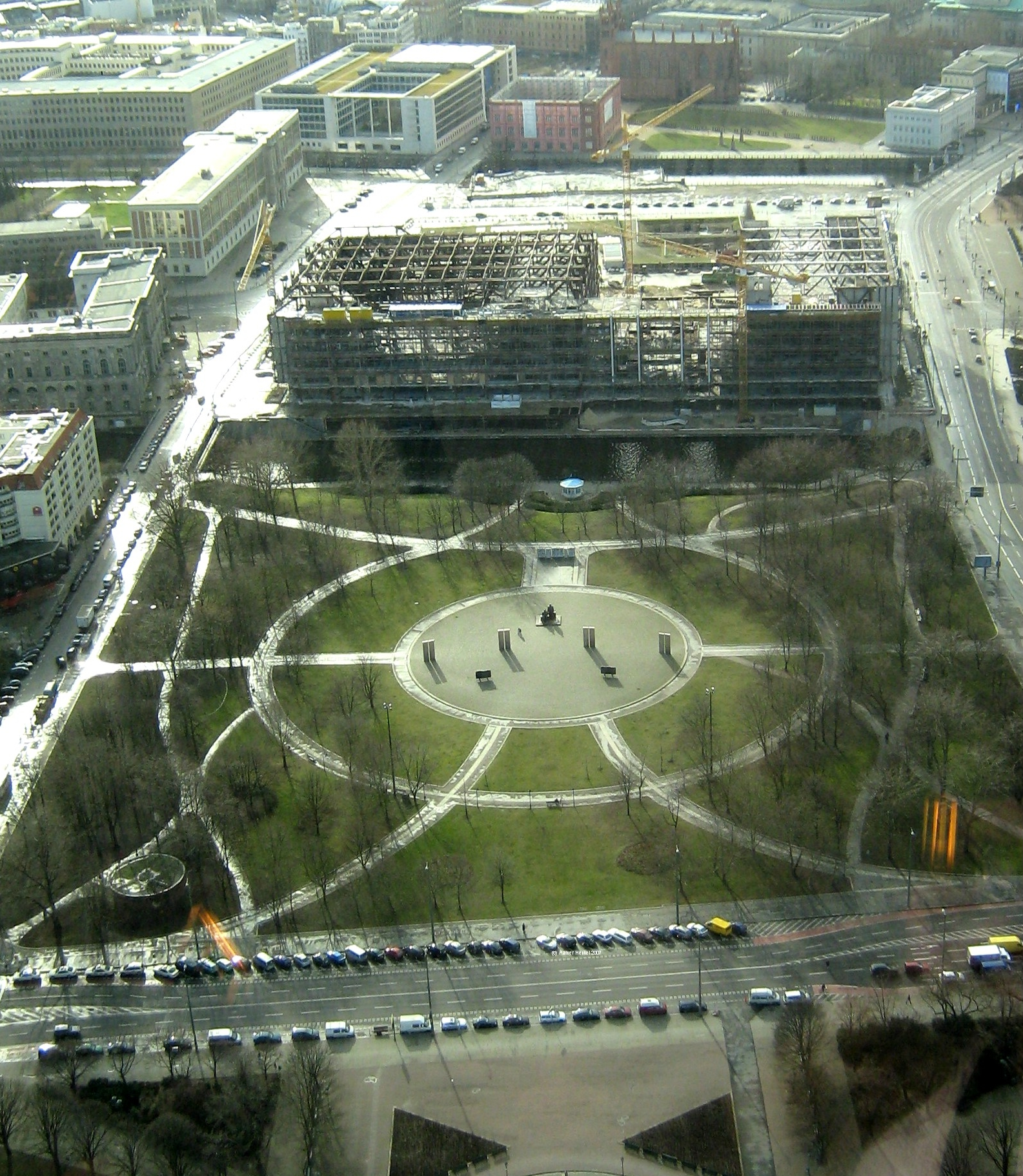
Rivning av Palast der Republik i februari 2007, med Marx-Engels-Forum i förgrunden
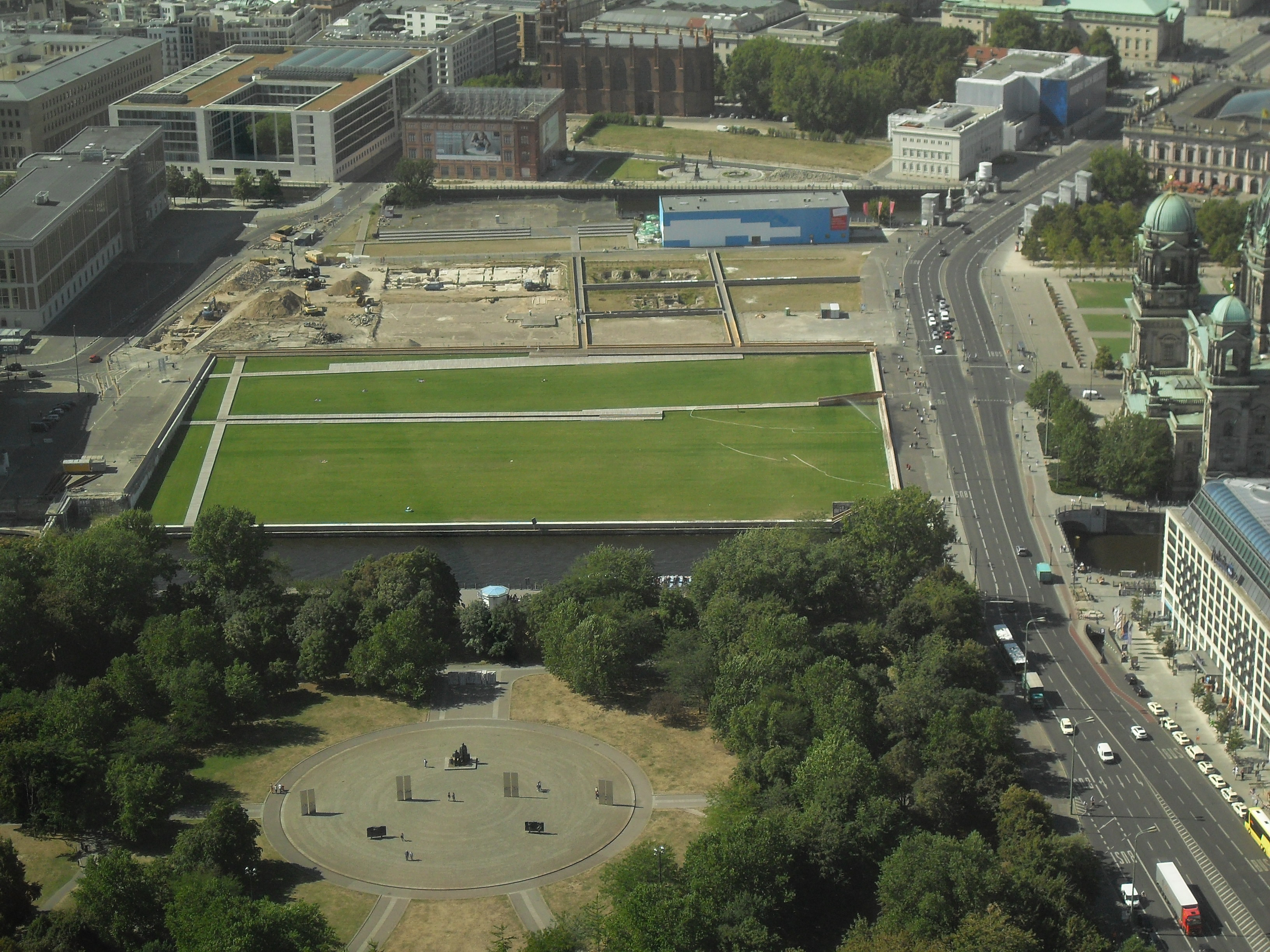
Platsen där Palast der Republik stod 2009